# Nathan East
Nathan Harrell East, född 8 december 1955 i Philadelphia, är en amerikansk R&B-, jazz- och rockbasist samt sångare. 
Med mer än 2000 inspelningar anses East vara en av de mest inspelade basisterna i musikhistorien. Han har spelat med bland andra Michael Jackson, Daft Punk, George Harrison, Phil Collins, Stevie Wonder, Toto, Barry White, Whitney Houston, Eric Clapton och Herbie Hancock.